# Venezuela ai Giochi della XVII Olimpiade
Il Venezuela partecipò ai Giochi della XVII Olimpiade che si sono svolti a Roma dal 25 agosto all'11 settembre 1960, con una delegazione di 36 atleti impegnati in nove discipline per un totale di 26 competizioni. Portabandiera alla cerimonia di apertura fu il velocista ventiduenne Rafael Romero, che era stato portabandiera anche a Melbourne 1956.
Fu la quarta partecipazione di questo paese ai Giochi olimpici. Fu conquistata una medaglia di bronzo nel tiro a segno.

## Medaglie
| Medaglia | Atleta          | Sport | Evento                    |
| -------- | --------------- | ----- | ------------------------- |
| Bronzo   | Enrico Forcella | Tiro  | Carabina 50 metri a terra |